# My World 2.0
My World 2.0 je album kanadskog pop pjevača Justina Biebera izdan 19. ožujka 2010. godine u izdanju Island Recordsa. To je ujedno i druga polovica njegovog debitantskog albuma, dok je prva polovica naziva My World izdana 17. studenog 2009.  Bieber je na ovom albumu radio s istim producentima koji su s njim surađivali na prvom dijelu albuma uključujući Tricky Stewarta,  The-Dream-a i Midi Mafia. Ova polovica albuma sadrži više R&B zvuka nego prva.

## Pozadina i suradnje
U intervjuu za Billboard 2009. godine Bieber je rekao da ljudi ne žele čekati godinu ili više da bi lansirao nove pjesme te je odlučio album podijeliti u dva dijela. Izjavio je da želi u drugoj polovici albuma pokazati svoje glasovne mogućnosti uz više R&B zvuka. Krajem 2009. Bieber je krenuo sa snimanjem albuma u suradnji s producentima The-Dreamom i Trickyjem Stewartom.  Na albumu se kao gosti pojavljuju reper Ludacris ("Baby") i mlada pop pjevačica Jessica Jarrell ("Overboard").

## Uspjeh albuma
Album je debitirao na prvom mjestu Billboard 200 albuma u SAD-u, prodavši 283.000 kopija u prvom tjednu. Bieber je tako ušao u povijest kao najmlađi umjetnik koji je zauzeo prvo mjesto albuma u SAD-u poslije Steviea Wondera 1963. godine. Sljedeći tjedan album je pao na drugo mjesto iako se prodao u 3 % više primjeraka nego u prvom tjednu, čak 291.000. Tako je Bieber postao jedini umjetnik nakon Beatlesa koji je debitirao na prvom mjestu, prodavši više primjeraka u drugom tjednu prodaje. Zatim se album vratio na prvo mjesto u trećem tjednu prodaje sa 102.000 primjeraka, sveukupno prodavši 590.000. U četvrtom tjednu prodaje album je i dalje držao prvo mjesto, prodavši 92.000 primjeraka, sveukupno 790.000 primjeraka. U petom tjednu album je pao na treće mjesto s 81.000 kopija. U osmom tjednu prodaje album se ponovno vratio na prvo mjesto prodavši 60.000 primjeraka, te ostao broj jedan još jedan tjedan prodavši 62.000.  Album se sveukupno prodao u više od milijun primjeraka u SAD-u. Prvo mjesto je također zauzeo i u njegovoj domovini Kanadi, zatim Novom Zelandu, Australiji, Španjolskoj i Irskoj.[nedostaje izvor]

## Kritički osvrt
Albumu su uglavnom dodijeljene pozitivne kritike, dobivši 68 bodova od mogućih 100 prema magazinu Metacritic. Andy Kellman iz Allmusica je album ocijenio s četiri zvijezde od mogućih pet, opisavši ga kao album R&B i pop zvuka, s dirljivim baladama koje imaju dovoljno mi-protiv- svijeta tinejdžerskih ljubavnih i dramatičnih situacija. Leah Greenblatt iz Entertainment Weeklyja je dala albumu ocjenu B, počevši kako album neće utjecati na odrasle osobe kao na njegovu ciljanu publiku, zatim je dodala kako joj se sviđa Bieberov R&B stil koji ju podsjeća na Justina Timberlakea i Ushera u mladim danima. Pjesmu "U Smile" je navela kao najbolju te je dodala kako se ispod te kose krije pravi talent.

## Singlovi
- "Baby"(feat. Ludacris) je prvi singl s albuma izdan 18. siječnja 2010. Pjesma je postigla najveći uspjeh do sada, zauzimajući 3. mjesto u Kanadi i 5. u SAD-u. Također je ušla u top deset u pet drugih država.
- "Somebody to Love (Remix)" (feat. Usher) je izdana kao drugi singl 20. travnja 2010., te je ušla u top dvadeset većine država u kojim je bila izdana.
- "U Smile" je prvotno bila izdana kao drugi digitalni singl, ali je u kolovozu 2010. izdana kao službeni singl.

### Digitalni singlovi
- "Never Let You Go"  je prvi digitalni singl s albuma, izdan 2. ožujka 2010. Pjesma je debitirala na četrnaestom i dvadeset i prvom mjestu u Kanadi i SAD-u. Za pjesmu je također snimljen i spot na Bahamima početkom 2010. Prvo se mislilo da je to drugi singl s albuma, ali je iz nepoznatih razloga zamijenjen sa "Somebody to Love".

## Popis pjesama
1. "Baby" (feat. Ludacris) - 3:36
2. "Somebody to Love" - 3:42
3. "Stuck in the Moment" - 3:43
4. "U Smile" - 3:17
5. "Runaway Love" - 3:33
6. "Never Let You Go" - 4:26
7. "Overboard" (Feat. Jessica Jarrell) - 4:11
8. "Eenie Meenie" (Feat. Sean Kingston) - 3:23
9. "Up" - 3:55
10. "That Should Be Me" - 3:53

Bonus pjesme:
1. "Kiss & Tell" (bonus pjesma na iTunesu i u Japanu) - 3:29
2. "Where Are You Now" (bonus pjesma u Wal-Martu, Australiji i Japanu) - 4:27